# Georgiy Tsybulnikov
Georgiy Tsybulnikov, né le 21 novembre 1966, est un kayakiste russe pratiquant la course en ligne.

## Palmarès

### Jeux olympiques
- Médaille de bronze aux Jeux olympiques de 1996 à Atlanta en K-4 1000m[1].